# Paretak
Paretak je naseljeno mjesto u općini Kiseljak, Federacija Bosne i Hercegovine, BiH.

## Stanovništvo

### 1991.
Nacionalni sastav stanovništva 1991. godine, bio je sljedeći:
ukupno: 166
- Hrvati - 110
- Muslimani - 55
- Jugoslaveni - 1

### 2013.
Nacionalni sastav stanovništva 2013. godine, bio je sljedeći:
ukupno: 152
- Hrvati - 86
- Bošnjaci - 44
- Srbi - 3
- ostali, neopredijeljeni i nepoznato - 19